# Telestiké
Telestiké (greco antico: τελεστική) indica una pratica rituale teurgica, a carattere misterico, propria della religiosità tardo ellenistica e dell'ultimo Neoplatonismo.

## Fonti
Platone, nel Fedro, riporta il discorso di Socrate sui tipi di follia e cenna della telestiké quale follia “iniziatica”, forma di possessione divina, la quale può essere concessa dal Dio come un dono.
Negli Oracoli caldaici, di fine II secolo d.C., la telestiké indica una vera e propria pratica teurgica della quale alcuni dettagli sono sconosciuti (tale opera è pervenuta in epoca moderna solo in frammenti), ma che si ritrovano nel successivo Corpus Hermeticum.
I pensatori con i quali si raggiunse il più alto sviluppo della teurgia e delle sue pratiche rituali, furono Porfirio (Lettera ad Anebo), Giamblico (De Mysteriis Aegyptiorum) e Proclo (De sacrificio et magia e La teologia platonica).
Costituiva anche un rituale di purificazione dell'anima e del corpo, garantendo il contatto con il divino.
La telestiké fu diffusa tra gli ultimi filosofi neoplatonici anche come metodo per onorare il mondo sovrasensibile degli Dei.
Eunapio riporta che Eusebio di Mindo cercò inutilmente di avvertire l'imperatore Giuliano sulla pericolosità degli insegnamenti del suo maestro neoplatonico Massimo di Efeso. In tale occasione accenna ad un rituale di telestiké, criticandolo aspramente:

## Il rituale teurgico
Come rituale teurgico, esso consisteva nel consacrare ed evocare, allo scopo di animare, delle statue magiche di Divinità per ottenerne degli oracoli. Essa si fondava sulla credenza che ad ogni Divinità corrispondesse nel mondo fisico (animale, vegetale e minerale) un suo elemento di risonanza e che agendo su questo si fosse in grado di agire sulla stessa volontà della Divinità.
La telestiké prevedeva innanzitutto nella fabbricazione di queste piccole statue riempite con quegli elementi (di natura animale, vegetale o minerale a volte con incise delle formule scritte) che anche mescolati tra loro riassumevano la potenza necessaria per l'evocazione. 
Il collegamento dell'elemento fisico di evocazione con cui veniva riempita la statua era rappresentato dal suo essere simbolo della sua origine divina o sacra.
La statua così preparata veniva quindi invocata per mezzo di nomi o epiteti spesso pronunciati nelle lingue di origine in quanto si riteneva che una loro traduzione in lingua corrente ne facesse perdere la potenza.
Se anziché in una statua si utilizzava una persona (il dochèus, come riportato nei Oracoli caldaici), la pratica teurgica differiva da quella degli oracoli in quanto la divinità evocata non entrava nel corpo del dochéus (δοχεὑς) per un atto spontaneo ma in quanto specificatamente evocata dal teurgo avente questo compito (κλήτωρ, klétor).